# Recyklace za studena
Recyklace za studena je v silničním stavitelství technologie opravy vozovek.

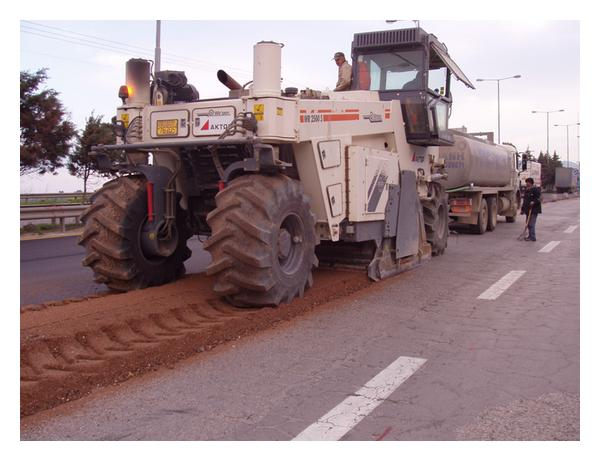
fréza provádí recyklaci za studena

Stávající vozovka, která vykazuje poruchy podkladních vrstev, je pomocí speciální frézy promíchána s vhodným hydraulickým pojivem nebo pěnovým asfaltem a srovnána. Po vytvrdnutí pojiva dosahuje tato vozovka vysoké tuhosti (dle katalogu vozovek odpovídá směsi stmelené cementem SC C3/4) a po položení nových asfaltových vrstev je připravena k užívání.
Metoda je vhodná pro použití u vozovek s velkou četností poruch, je možné vozovku zároveň rozšířit. Povrchové znaky inženýrských sítí postup sice komplikují, ale nevylučují, takže lze metodu použít i v zastavěném území. Nevýhodou je delší doba tvrdnutí pojiva, takže mezi provedení recyklace a pokládkou asfaltových vrstev nelze vozovku cca týden používat pro dopravu.
Dále se v silničním stavitelství používá recyklace za horka, která se týká asfaltových vrstev.